# Maurice Ravel
Joseph-Maurice Ravel (Ciboure, 7. ožujka 1875. – Pariz, 28. prosinca 1937.) je baskijsko-francuski skladatelj i pijanist iz razdoblja impresionizma. Njegova glazba je suptilna, bogata i oštra. Njegova pijanistička, komorna, vokalna i orkestralna glazba danas je neizostavni dio koncertnih repertoara.
Njegove klavirske skladbe kao Jeux d'eau, Miroirs i Gaspard de la nuit zahtijevaju znatnu vještinu od izvođača, a njegove orkestralne skladbe, kao što su Daphnis i Chloe i njegova obrada Musorgskijevih Slika s izložbe, vrlo efektno koriste tonalnu boju, te različite zvukove i instrumente.
Široj publici, Ravel je poznat po svom orkestralnom djelu Boléro, koje je on smatrao trivijalnim i jednom ga je opisao kao "djelo za orkestar bez glazbe."

## Životopis

### Rani život
Joseph-Maurice Ravel rođen je 7. ožujka 1875. u francuskom mjestu Ciboure. Njegova majka Marie Delouart bila je Baskijka, a njegov otac Joseph Ravel bio je švicarski izumitelj i industrijalist. Neki od izuma njegova oca dosta su značajni, kao npr. jedan od prvih primjera motora s unutarnjim izgaranjem. Nakon što su se Ravelovi preselili u Pariz, rođen je Mauriceov brat Édouard. Maurice je sa 7 godina počeo svirati klavir, a nekoliko godina poslije počeo je i skladati. Njegovi roditelji poticali su njegov glazbeni talent te ga šalju na Conservatoire de Paris. Upoznavši se 1893. godine s glasovitim skladateljem i pijanistom Emmanueleom Chabrierom, Ravel je pod dojmom tog susreta skladao Sérénade Grotesque. Tijekom studija, Ravel je zajedno s još nekim mladim umjetnicima osnovao skupinu Les Apaches koja je bila poznata po svojim bučnim pijankama. 
Na konzervatoriju mu je predavao skladatelj Gabriel Fauré i to u periodu od 14 godina. Godine 1901. napisao je svoje prvo klavirsko remekdjelo "Igra vode" posvetivši ga baš Fauréu. Tijekom studija više puta je pokušao osvojiti prestižnu nagradu Prix de Rome, ali bez uspjeha. Nakon skandala oko njegovog neosvajanja nagrade 1905. (za koju je bio favorit) napustio je Konzervatorij. Taj skandal, znan i kao Afera Ravel, uzrokovao je ostavku tadašnjeg ravnatelja Konzervatorija Théodora Duboisa.

### Suradnja s Djagilevim i vrhunac karijere
Prijateljstvo koje se razvilo između Ravela, Debussya i Stravinskog, poticalo ih je na daljnje umjetničke eksperimente i prihvaćanje novih izazova. Počeli su studirati djela Arnolda Schönberga i njegovog bečkog kruga. Ravel je kasnije počeo surađivati i s impresariom Sergejem Djagilevim koji je na pozornici prikazao njegove balete Ma Mère l'Oye i Daphnis i Chloé. Balet Daphnis i Chloé naručio je sam Djagilev, a jednu od glavnih uloga plesao je Vaclav Nižinski. Balet je postavljen baš uz pomoć Stravinskog i Debussyja. Iako je premijera baleta razočarala, drugo uprizorenje pokazalo je njegovu pravu vrijednost, uvrstivši ga među velike balete XX. stoljeća. Godine 1920. francuska vlada Ravelu je dodijelila nagradu Légion d'honneur, no on ju je odbio. Ubrzo se povukao na selo gdje se nastavio baviti skladanjem. 
Djagilev je od Ravela naručio djelo La Valse (1920.), izvorno nazvano Beč, no Ravel se jako naljutio na Djagileva jer nikad nije iskoristio tu skladbu. Kada su se Ravel i Djagilev ponovno sreli 1925. godine, Ravel se nije htio rukovati s Djagilevim, pa ga je ovaj izazvao na dvoboj (prijatelji su Djagileva kasnije odgovorili od toga). Ravel i Djagilev se više nikad nisu sreli.
Ravel je 1928. prvi put započeo klavirsku turneju po SAD-u. U New Yorku je dobio veliki pljesak za koji je rekao da je drugačiji nego ijedan što ga je dobio u Parizu. Najudaljeniji grad gdje je bio je San Francisco, gdje je i dirigirao tijekom jedne izvedbe njegovih orkestralnih djela. Iste te godine Sveučilište Oxford mu je dodijelilo počasni doktorat. U SAD-u je upoznao poznatog skladatelja Georgea Gershwina s kojim je kasnije postao dobar prijatelj. Ravelovo divljenje prema američkoj jazz glazbi uzrokovalo je da on u neke svoje kasnije skladbe ubaci elemente jazza.
Zanimljivo je da Ravel nije imao nijednu intimnu vezu. Neki tvrde da je bio čest posjetitelj pariških bordela, no pitanje njegove seksualnosti je unatoč tome bilo upitno. Neki govore da je bio homoseksualac, pretežno zbog njegove suradnje s Djagilevim, no nikakvi dokazi i tvrdnje o tome ne postoje, tako da ta teorija nije točna. Sam Ravel jednom je prilikom objasnio zašto se nije vezao ni s kim. Rekao je da je on toliki perfekcionist i da je toliko posvećen radu, da je za njega nemoguće da ostvari neku intimnu vezu s nekim. Jednom prilikom rekao je i ovo:
Ravel je smatrao da mu njegova građa može pomoći da postane avijatičar, no tijekom Prvog svjetskog rata mu nije bilo dozvoljeno da uđe u vojsku zbog njegovih godina i slabog zdravlja. No, nije odustajao, pa je u vojsku primljen kao vozač. Svoje vozilo tijekom rata nazvao je "Adelaide". Duboku bol iz ovog vremena izražava klavirska skladba "Couperinov grob" iz koje su pojedini stavci posvećeni prijateljima palim u ratu. Kad mu se pijanist Paul Wittgestain, koji je u ratu izgubio desnu ruku, požalio da nema posla, Ravel je za njega 1931. godine skladao zanosan i dirljiv "Koncert za lijevu ruku".
Ravel je napravio jednu od svojih rijetkih snimaka 1930. kada je s Lamoureux orkestrom izveo svoj Boléro. Ravel je navodno dirigirao skupinom mladih pariških glazbenika prije svjetske premijere svog Koncerta u G s Marguerite Long, koja je bila solistica na koncertu. Ta izvedba kasnije je izdana i na CD-u s Ravelom kao dirigentom, no moguće je da je on bio samo nadglednik snimanja.

### Bolest i smrt
Ravel je 1932. zadobio slučajan udarac u glavu tijekom vožnje taksijem koji se sudario s drugim automobilom. Ozljeda je smatrana bezopasnom, no nedugo zatim Ravel se počeo žaliti na simptome slične afaziji, karakteristične za Pickovu bolest. Prvo se nije mogao koncentrirati, a onda niti upravljati vlastitim pokretima, nije više napisao ni jednu skladbu, a naposljetku nije mogao ni govoriti, dok je njegov mozak normalno funkcionirao. On je tada radio na glazbi za filmsku verziju Don Quijotea (1933.) u kojoj je trebao glumiti ruski Bas Fjodor Šaljapin. Kada Ravel više nije mogao skladati jer nije mogao zapisati glazbene ideje koje bi imao, redatelj filma Georg Wilhelm Pabst unajmio je Jacquesa Iberta. Posljednje je godine proveo u svojoj kući ili kod najodanijih prijatelja, koji su činili sve da mu ublaže patnju.
Ravel je 1937. pristao na eksperimentalnu operaciju mozga. Nakon završetka operacije, Ravel se probudio, nazvao brata Édouarda, pao u komu i preminuo 28. prosinca 1937., nedugo nakon operacije. Maurice Ravel pokopan je u granitnoj grobnici zajedno sa svojim roditeljima na groblju u mjestu Levallois-Perret, sjeverozapadno od Pariza.

## Glazbeni stil
Ravel je sebe smatrao klasicistom. On je svoje nove i inovativne harmonije prezentirao oslanjajući se pretežito na tradicionalne forme. Često je maskirao sekcije svojih struktura s prijelazima koji su maskirali početke njegovih motiva. To se jasno vidi u njegovom djelu Valses nobles et sentimentales (inspirirano Schubertovim djelima Valses nobles i Valses sentimentales) u kojem 7 stavaka počinju i završavaju bez pauze, i u njegovim komornim djelima koja su uglavnom skladana u sonatnom obliku.
Iako Ravelova glazba ima tonalna središta u to vrijeme je bila inovativna. Kako bi držao korak s "francuskom školom" koju su predvodili Emmanuel Chabrier, Erik Satie i Claude Debussy, Ravelove skladbe su uglavnom sadržavale antičke moduse. Umjesto da koristi dur i mol Ravel je preferirao antičke ljestvice (npr. miksolidijsku i eolsku). Rezultat ovoga je da u skladana nema vodećih tonova. No, Ravelova glazba nije ovisila isključivo o modusima, već je sadržavala i proširene harmonije i zamršene modulacije izvan tradicionalne modalne prakse. Trpkost njegovih harmonija direktan je rezultat njegova simpatiziranja neriješenih appoggiatura. Njegova glazba za klavir, koja je katkada zahtijevala iznimnu vještinu sviranja, bila je nastavak Lisztova virtuoziteta. No, čak su i njegova najkompliciranija djela obilježena elegancijom i rafiniranošću. Bio je vrlo inspiriran različitim plesovima, a najdraži mu je bio menuet. Među ostale plesove koje je skladao spadaju valcer, čardaš, habanera, passacaglia i bolero.
Ravel je skoro uvijek svrstavan među dva velika impresionista (uz Debussyja), no on je bio puno više od impresionista. U svom djelu U stilu... Borodina (A la maniere de...Borodine) Ravel svira i s promjenama i sa zadržavanjem originalnosti. No u njegovom kompleksnijem djelu, A la maniere de...Emmanuel Chabrier /Paraphrase sur un air de Gounod, Ravel uzima dio iz Gounodovog Fausta i aranžira ga u stilu Emmanuela Chabriera. Čak i kad je radio s djelima drugih autora, Ravelove skladateljske odlike bile su vidljive.
Ravel je imao vrlo pedantne rukopise. No, ranija izdanja tih rukopisa bila su sklona greškama. Ali Ravel je pomno radio sa svojim izdavačem Durandom kako bi ih ispravio. Jednom je u pismu napisao kako je kad je provjerio svoju operu L'enfant et les sortilèges, nakon što su je mnogi izdavači više puta provjerili, mogao naći i po 10 grešaka na jednoj stranici. Svako djelo je pažljivo skladano, no Ravel je više želio da, kao i skladatelji kojima se divio, napiše veliku količinu djela. Igor Stravinski je Ravela jednom nazvao "Švicarskim urarom", aludirajući na preciznost kojom je skladao svoja djela.

## Glazbeni utjecaj
Ravel je bio aktivan tijekom perioda mnogih umjetničkih inovacija i diversifikacije, pa je tako profitirao od mnogih izvora, no njegova glazba se ne može lako klasificirati. Kako Vladimir Jankélévič kaže u njegovoj biografiji:
Ravelov glazbeni jezik bio je ultimativno originalan, a nije bio ni potpuno modernistički ni impresionistički. Kao i Debussy, Ravel je odbio da mu daju pridjev za koji je mislio da je rezerviran isključivo za slikarstvo.
No, Ravel je bio jako sklon utjecajima i bio je jako dobar sintetičar nespojivih stilova. Neka njegova djela mogu se vrlo lako usporediti s djelima francuskih klasicista XVIII. stoljeća kao što su François Couperin i Jean-Philippe Rameau. Najznačajniji primjer takvih djela je Couperinov grob. Utjecaj Gabriela Fauréa i Emmanuela Chabriera, te francuske glazbe XIX. stoljeća vidi se u djelima Sérénade grotesque, Pavana za preminulu infantkinju i Menuet antique, dok djela kao što je Jeux d’eau duguju nešto inovacijama koje su uveli Erik Satie i Claude Debussy. Virtuoznost i poetičnost djela Gaspard de la nuit i Concerto pour la main gauche duguju nešto Franzu Lisztu i Frédéricu Chopinu. Utjecaj jazza vidi se u djelima L’Enfant et les sortilèges, Sonate pour violon i Koncert za klavir u G, a utjecaj ruske škole klasične glazbe vidi se u djelu U stilu... Borodina i u njegovoj orkestraciji Slika s izložbe. Sam Ravel je često navodio Wolfganga Amadeusa Mozarta, Camillea Saint-Saënsa, Franza Schuberta i Arnolda Schönberga kao inspiracije za neka djela.
Ravel je 1928. napisao da skladatelji trebaju biti svjesni i individualne i nacionalne svijesti. Te godine, Ravel je imao turneju po SAD-u i Kanadi gdje je imao klavirske izvedbe u velikim koncertnim dvoranama u 25 gradova. Zbog njihovog opiranja da preuzmu jazz i blues kao nacionalnu glazbu, Ravel je rekao da američki skladatelji "najviše strahuju od toga da se ne nađu konfrontirani od strane misterioznih poriva koji od njih zahtijevaju da ne poštuju akademska pravila u korist individualne svijesti. Tako ti skladatelji, kao dobri buržuji, uspoređuju svoju glazbu s klasicističkim pravilima europske epohe."
Postoji jedna anegdota o susretu Ravela i Georgea Gershwina. Pri tom susretu, Gershwin je upitao Ravela da mu da poduku. No, prema Gershwinu, Ravel je odgovorio:
Ova anegdota jako je slična onoj kada je Gershwin pitao Schönberga da m da lekcije iz kompozicije, a ovaj je odbio pohvalivši Gershwina. (za više vidi članak Arnold Schönberg) No, ovo se moralo dogoditi prije nego što je Ravel skladao svoj Boléro koji je za njega bio veliki financijski uspjeh.
Ravel je planirao skladati jedan koncert pod nazivom Zazpiak Bat, no koncert je ostao nedovršen. Sam naslov simbolizira njegovo baskijsko podrijetlo. Naziv djela u prijevodi znači Sedam su jedno, a simbolizira sedam baskijskih pokrajina i težnju Baskije da postane samostalna država. Fragmenti koji su ostali govore da je ovo djelu uvelike trebalo biti inspirirano baskijskom glazbom. No, Ravel je napustio to djelo i nacionalističke fragmente koristio u drugim glazbenim djelima.
Ravel je jednom rekao da je André Gédalge, njegov profesor kontrapunkta, imao velik utjecaj na njegove skladateljske sposobnosti. Kao orkestrator, Ravel je svaki instrument dobro proučio kako bi predvidio sve njegove mogućnosti. Upravo tome se može pripisati njegov orkestracijski uspjeh, kako svojih vlastitih, tako i djela autora kao što su Modest Petrovič Musorgski, Claude Debussy i Robert Schumann.

## Izabrana djela
- Boléro (balet – 1928.)
- Daphnis i Chloe (1909. – 1912.)
- Španjolski sat (1909.)
- Španjolska rapsodija (1907.)
- Ogledala (1905.)
- Igra vode (1901.)
- Pavana za preminulu infantkinju (1899.)
- Šeherezada (1897.)

Za potpun popis djela, vidi Dodatak:Popis skladbi Mauricea Ravela.

## Vanjske poveznice
- http://www.maurice-ravel.net/
- Epitonic.com: Maurice Ravel
- Biografija Mauricea Ravela  Arhivirana inačica izvorne stranice od 4. siječnja 2006. (Wayback Machine)
- Analiza Ravelovog tria
- Classic Cat – Ravel